# Johannes Müller (Politiker, 1892)
Johannes Ernst Müller (* 7. Dezember 1892 in Dresden; † 5. Februar 1971 in Frankfurt am Main) war ein deutscher Richter und parteiloser Kommunalpolitiker. Er war von Juli bis Oktober 1945 Oberbürgermeister von Dresden. Danach war er Senatspräsident am Oberlandesgericht Dresden und nach seinem Wechsel in die Bundesrepublik ab 1951 am Oberlandesgericht Frankfurt am Main.

## Leben
Müller wurde als Sohn des Militär-Veterinärs Friedrich Ernst (* 1853) und seiner Frau Martha Emilie, geb. Ringel, geboren. Nach dem Besuch des Königlichen Gymnasiums zu Dresden-Neustadt studierte er ab 1912 Rechtswissenschaften in Genf, München und Berlin. Im Ersten Weltkrieg diente Müller von 1914 bis 1918 als Leutnant. Anschließend setzte er sein Studium in Leipzig fort. Ein Jahr später legte er das erste, 1922 das zweite juristische Staatsexamen ab. Bereits 1920 hatte er parallel dazu zum Doktor der Rechtswissenschaften promoviert. 1924 heiratete Müller die 1901 geborene Käthe Emma, geb. Oelsner. Diese gebar in den Jahren 1929 und 1933 zwei Söhne: Hans Joachim und Erhard Helmut.

## Berufslaufbahn als Jurist
Im Jahr 1925 wurde Müller zum Amtsgerichtsrat ernannt, bis 1927 war er als Richter am Amtsgericht Dresden tätig. Nach einer Beurlaubung wirkte er ab 1928 vier Jahre als Syndikus bei dem Energieversorgungsunternehmen AG Sächsische Werke in Dresden. 1932 kehrte er als Hilfsrichter an das Oberlandesgericht Dresden zurück. In dieser Stellung wechselte er später zum Reichsgericht in Leipzig. 1933 war er bereits Landgerichtsdirektor, ihm oblag die Leitung der 18. Zivilkammer am Landgericht Dresden.
Eine 1936 vom Präsidenten des Reichsgerichts vorgeschlagene Beförderung zum Reichsgerichtsrat wurde abgelehnt. Begründung hierfür war ein Verstoß gegen die nationalsozialistischen Rassengesetze, da Müller sich auch auf Druck nicht von seiner jüdischen Ehefrau scheiden lassen wollte. Entsprechend dem Deutschen Beamtengesetz vom 26. Januar 1937 wurde er dem Amtsgericht Dresden zugewiesen und von jeglicher spruchrichterlichen Tätigkeit entbunden. Bis 1944 arbeitete Müller noch im Grundbuchamt. Von 1944 bis zum Kriegsende musste er Zwangsarbeit in der Gitterblech-Fabrik Louis Herrmann in Dresden leisten. Daneben saß er auch im Gefängnis am Münchner Platz ein. Während der Luftangriffe auf Dresden am 13. und 14. Februar 1945 wurde seine Wohnung völlig zerstört. Er zog mit seiner Familie nach Borna im Landkreis Pirna, wo er zeitweise als Lagerarbeiter in einer Werkzeugmaschinenfabrik tätig war.

## Berufslaufbahn als Politiker
Nach Kriegsende zog Müller wieder nach Dresden, wo „antifaschistische Kräfte“ für öffentliche Ämter gesucht wurden. Hierfür wurde er von der russischen Besatzungsmacht für geeignet erachtet, da er in der Zeit des Nationalsozialismus Maßregelung erfahren, nicht der NSDAP angehört und die erforderliche Ausbildung hatte. Im Juni 1945 wurde Müller wieder zum Landgerichtsdirektor ernannt.
Am 5. Juli 1945 wurde Müller vom bisherigen Oberbürgermeister Rudolf Friedrichs als der vom sowjetischen Stadtkommandanten bestätigte neue Dresdner Oberbürgermeister vorgestellt. Friedrichs war tags zuvor zum Präsidenten der Landesverwaltung Sachsen ernannt worden. Thematischer Schwerpunkt der Ratssitzungen unter der Leitung von Müller waren zumeist die Wiederherstellung eines geordneten Lebens in der Stadt (unter anderem die Versorgung der Dresdner sowie der Flüchtlinge und Vertriebenen aus den deutschen Ostgebieten mit Lebensmitteln, die Trümmerberäumung und der schnelle personelle Neuaufbau der Stadtverwaltung). Es kam zu schwierigen Verhandlungen mit den Vertretern der neu gegründeten Parteien CDU und LDPD, vor allem um die Stellenbesetzung in städtischen Ämtern. Hierbei stimmte Müller nicht immer mit der radikalen Personalpolitik der KPD überein. Müller selbst wurde von den sächsischen Liberalen umworben, blieb aber parteilos. Schwierigkeiten bereitete ihm das von Misstrauen bis Denunziation geprägte Verhalten einiger Kommunisten in der Stadt- und Landesverwaltung, besonders seines Stellvertreters und 1. Bürgermeisters Walter Weidauer. In einem Rundschreiben forderte Müller am 8. August 1945 alle städtischen Dienststellen auf, unbedingt die Dienstwege für sämtliche Entscheidungen einzuhalten. Das bedeutete, dass diese zuerst durch die Landesverwaltung geprüft werden mussten, um dann zur Genehmigung bei der Sowjetischen Militäradministration in Sachsen vorgelegt zu werden.
Eine Rede, welche Müller am 22. Oktober 1945 hielt, bot die Begründung, ihn nach nur dreimonatiger Amtszeit abzulösen. In seiner Rede vor einer öffentlichen Versammlung sprach Müller neben Fragen des Wiederaufbaus auch über Schwierigkeiten in der Zusammenarbeit mit der sowjetischen Besatzungsmacht. Daraufhin wurde er am 26. Oktober 1945 mit Verfügung des 1. Vizepräsidenten der Landesverwaltung Sachsen, Kurt Fischer (KPD), und im Einverständnis mit dem Chef der SMAD in Sachsen als Oberbürgermeister der Stadt Dresden abberufen.

## Leben nach dem Bürgermeisteramt
Gut zwei Monate nach seiner Entlassung wurde Müller zum 1. Januar 1946 zum Senatspräsidenten beim Oberlandesgericht Dresden berufen. Nachdem er von einem Urlaub in der Bundesrepublik Deutschland nicht zurückgekehrt war, wurde Müller zum 31. Oktober 1949 aus dem sächsischen Justizdienst entlassen. Ab dem 1. Mai 1951 bis zu seiner Pensionierung arbeitete er als Senatspräsident am Oberlandesgericht Frankfurt am Main.